# Шляхтова
Шляхтова (пол. Szlachtowa) — село в Польщі, у гміні Щавниця Новоторзького повіту Малопольського воєводства, західна Лемківщина. Населення — 880 осіб (2011).

## Географія
У селі річки Сельський Потік та Шляхтовський Потік впадають у Грайцарик.

## Розташування
Шляхтова станом на середину 1940-х років була найзахіднішою точкою суцільної української етнічної території і мала назву Русі Шляхтовської, хоча ще у XVIII ст. лемківське населення розташованих західніше Щавниці, Коростенка і Ґривальда трималося греко-католицької церкви.

## Історія
Король Ягайло з королевою Ядвігою в 1391 р. грамотою надав краківському єпископу Йоанові маєтність, включно з селом «Шляхтова воля». На думку о. Юліяна Никоровича ці села т. зв. «мушинського ключа» існували з часів Галицько-Волинського князівства—Королівства Русі і підпали бл. 1349 р. під панування короля Казимира ІІІ. На користь даного твердження каже також назва тутешнього потоку «Руський Потік» і назва дороги через Шляхтову — «Руська Путь».
Рік заснування місцевої парохії невідомі — можливі й часи Кирила і Мефодія. Найстарша наявна згадка походить з 1542 р. Крім сусідніх сіл Явірки, Біла Вода і Чорна Вода, до місцевої парохії належали також пізніше златинізовані Щавниця, Коростенка і Новий Торг.
1600 року Шляхтова відповідно до угоди в переліку 25 гірських сіл перейшла від князів Острозьких до князів Любомирських. 1741 р. власником села став князь Павло Сангушко, а в 1828—1945 рр. належала родині графів Стадницьких.
Парохами велися метричні книги: народження — з 1768 року, вінчання і поховання — з 1785.
1884 р. село відвідав Іван Нечуй-Левицький і залишив цікавий опис.
1939 року в селі проживало 690 мешканців, з них 640 українців, 35 поляків, 15 євреїв).

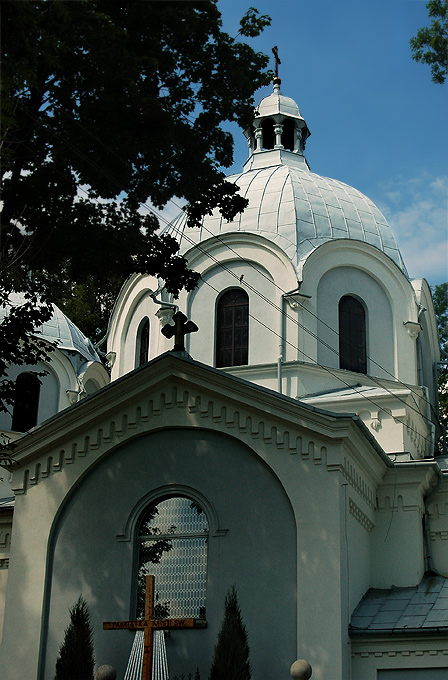
Церква у Шляхтові

До 1945 р. в селі була греко-католицька парохія Мушинського деканату. Більшість українського населення виселено в 1945 році в СРСР у село Хоростків Тернопільської області, 12 липня 1947 р. було депортовано на понімецькі землі Польщі 96 лемків, у жовтні того ж року в селі було заарештовано й кинуто в концтабір «Явожно» 9 лемків, які уникли депортації чи повернулися з місць заслання, а через три роки 14-22.04.1950 було депортовано 34 родини (103 особи) до Щецінського воєводства
На прикладі діалекту уродженців села у 2009 році студенти Мар'ян Сваб і Анна Хуснутдінова написали магістерську роботу «Зміни у вокалічній системі говірки жителів Шляхтовської Русі, переселених на Тернопілля».

## Демографія
Демографічна структура станом на 31 березня 2011 року:
|          | Загалом | Допрацездатний вік | Працездатний вік | Постпрацездатний вік |
| -------- | ------- | ------------------ | ---------------- | -------------------- |
| Чоловіки | 442     | 117                | 302              | 23                   |
| Жінки    | 438     | 115                | 261              | 62                   |
| Разом    | 880     | 232                | 563              | 85                   |

## Пам'ятки
Є збудована в 1909 р. греко-католицька церква Покрови Пресвятої Богородиці, яка тепер перетворена на костел.